# Vigántpetend
Vigántpetend község Veszprém vármegyében, a Tapolcai járásban. A település Szent István király korától az 1950-es megyerendezésig Zala vármegyéhez tartozott.

## Fekvése
Vigántpetend a Balatontól 15 kilométerre északra, a Balaton-felvidéket és a Bakony hegyvonalát szétválasztó Eger-patak völgyében, a Veszprém-Tapolca főközlekedési út mentén fekszik. A legközelebbi vasútállomás Tapolcán van 18 kilométerre. Vigántpetendet két oldaláról is meg lehet közelíteni, egyrészt a veszprém-tapolcai 77-es főút felől, másrészt a Nagyvázsonyt Vigántpetenddel összekötő régi úton (a római út is itt húzódott valahol; mai számozása 7311-es). Nagyvázsony irányából a Balaton-felvidék fennsíkjáról ereszkedhetünk le a meredek szerpentinúton. Az első meredek jobb kanyar után már lehet látni a községet és az Eger-völgye településeit, a Bakony hegyvonulatait.

### Szomszédos települések
- Kapolcs
- Pula
- Nagyvázsony
- Szentjakabfa

## Története
Vigánt falut először 1236-ban említi oklevél. Vigánt Árpád-kori birtokosa a veszprémi káptalan. 1338-ban felosztották két birtokos között. A keleti részt kapták a nemesek, amit később Nemes Vigántként említenek. A nyugati felét a káptalan kapta. Ebből lett később Pór Vigánt, mely később Petend határába olvadt be. 1672 után lakatlan a falu, az 1750-es években kezdik újra benépesíteni. Ekkor térnek vissza a nemesek is.
Zalapetend neve 1333-ban tűnik fel először. Az egykori hadiút mentén a Bakonyt és a Balaton-felvidéket elválasztó Eger-patak völgyében fekvő település. Petend első birtokosa a veszprémi káptalan. 1520-tól a Gyulaffy család, később pedig az Esterházyak uralják. E családok birtokain virágzó mező- és erdőgazdálkodás folyt. 1500 és 1700 között többször elnéptelenedik. Az 1700 évek elején újra benépesedik. Petend tiszta jobbágyfalu. Lakossága katolikus, anyaszentegyháza 1751-ben alakult. Az 1760-ban épült katolikus templom építtetője Eszterházy Károly egri püspök, a család híres építészének, Fellner Jakabnak tervei alapján. A településnek 1750-től tanítója van. Határa nagyrészt az előbb említett Esterházyaké és Zichy Pálné grófnőé.
A két falut, Vigántot és (akkor már) Zalapetendet 1938-ban egyesítették Vigántpetend néven. Az 1950-es megyerendezésig Zala vármegye Tapolcai járásához tartozott. A huszadik századi körzetesítések több ízben is társközségi létre kényszerítették. A falu azonban mindenkor bizonyította, hogy élni akar. Jelzi ezt az öreg iskola is, mely 1976-ban látott utoljára diákot, jelenleg környezetvédelmi oktatóközpontként működik. (Független Ökológiai Központ) A csórompusztai egykori gazdasági épület ma a Magtárstúdió fiatal munkatársainak alkotóhelye. Az ő terveik alapján készülnek a Művészetek Völgye Fesztivál kiadványai, grafikai anyagai. A 80-as évek végén itt kezdődött el a Fesztivál.
Vigántpetend napjainkban Kapolcs községgel közös körjegyzőséget alkot. A helyi iskolások Monostorapátira és Taliándörögdre járnak. A körzeti orvos is Kapolcson rendel.
A rendszerváltás óta a település jelentős fejlődést élt meg. Az évekig üres porták benépesültek, több fiatal család választotta lakhelyéül a falut. Portalanított utcái, vezetékes ivóvízhálózata, telefonos ellátottsága, földgázvezetéke jelzi, hogy az itteniek szeretik Vigántpetendet, s szívesen is tesznek érte.
Népesség alakulása Vigánton és Petenden:
| Év        | 1785  | 1829  | 1857  | 1869  | 1890  | 1910  | 1920  | 1930  |
| --------- | ----- | ----- | ----- | ----- | ----- | ----- | ----- | ----- |
| Petend    | 242   | 313   | 257   | 444   | 539   | 431   | 454   | 485   |
| Arány (%) | 100,0 | 129,3 | 118,6 | 183,4 | 222,7 | 178,1 | 187,6 | 200,4 |
| Vigánt    | 106   | 116   | 96    | 126   | 146   | 132   | 113   | 107   |
| Arány (%) | 100,0 | 109,4 | 90,6  | 137,7 | 142,5 | 124,5 | 106,6 | 100,9 |

Vigántpetend népessége:
| Év            | 1941  | 1949 | 1960 | 1970 | 1980 | 1997 |
| ------------- | ----- | ---- | ---- | ---- | ---- | ---- |
| Vigántpetend  | 520   | 447  | 421  | 359  | 285  | 200  |
| 1941. év=100% | 100,0 | 86   | 81   | 69   | 54,8 | 38,5 |

## Közélete

### Polgármesterei
- 1990–1994: Kandikó Ferenc (független)[3]
- 1994–1998: Marton Istvánné (független)[4]
- 1998–2002: Marton Istvánné (független)[5]
- 2002–2006: Marton Istvánné (független)[6]
- 2006–2010: Marton Istvánné (független)[7]
- 2010–2014: Marton Istvánné (független)[8]
- 2014–2016: Nemoda István (független)[9]
- 2017–2019: Győriványi Dániel (független)[10]
- 2019–2024: Győriványi Dániel (független)[11]
- 2024– : Győriványi Dániel (független)[1]

A településen 2017. február 26-án időközi polgármester-választás zajlott, az előző polgármester lemondása miatt.

## Népesség
A település népességének változása:
| Lakosok száma | 199  | 194  | 180  | 165  | 189  | 202  | 211  |
|               | 2013 | 2014 | 2015 | 2021 | 2022 | 2023 | 2024 |

A 2011-es népszámlálás során a lakosok 97,9%-a magyarnak, 6,3% cigánynak mondta magát (2,1% nem nyilatkozott; a kettős identitások miatt a végösszeg nagyobb lehet 100%-nál). A vallási megoszlás a következő volt: római katolikus 79,5%, református 2,6%, evangélikus 2,6%, felekezeten kívüli 4,7% (8,9% nem nyilatkozott).
2022-ben a lakosság 93,7%-a vallotta magát magyarnak, 7,4% cigánynak, 1,6% németnek, 4,8% egyéb, nem hazai nemzetiségűnek (6,3% nem nyilatkozott; a kettős identitások miatt a végösszeg nagyobb lehet 100%-nál). Vallásuk szerint 64% volt római katolikus, 3,2% evangélikus, 0,5% református, 0,5% görög katolikus, 0,5% egyéb keresztény, 0,5% egyéb katolikus, 2,1% felekezeten kívüli (27% nem válaszolt).

## Nevezetességei

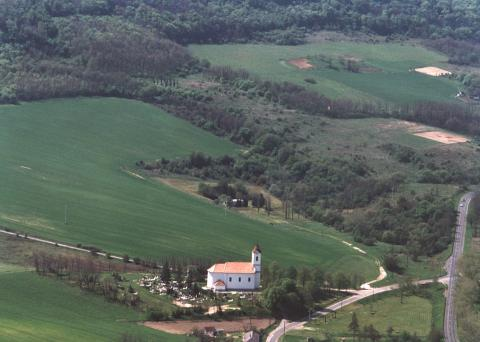
A templom madártávlatból

- Legfőbb nevezetessége a katolikus templom, melynek 2010-ben ünnepelték a 250. évfordulóját. Erre az évfordulóra gyűjtést szerveztek a templom teljes felújítására.
- A másik nevezetessége a harangláb, melyet az 1700-as években az akkor főleg evangélikusokból álló vigántiak állítottak maguknak.
- Vajai-ház: a régi parasztházból kialakított múzeumban több száz éves bútorok is találhatók, melyeket főleg a faluból gyűjtöttek össze.
- A templom mögött található a Tókert. Itt tartják a Művészetek Völgye vásárát.
- Józsa István Vándoriskolája.
- Római őrtorony kilátó, a községtől kb. 2 kilométerre keletre, közvetlenül a Nagyvázsonyba vezető mellékút mellett.

## Helyi hagyományok
Hajliliomozás évszázados néphagyomány az országban egyedüli. Húsvét vasárnap délután a vigántpetendi lányok végig járják a falut, egymást fogva és négy legnagyobb lány kezében zöld ággal, egymásnak felelgetve, énekelve bújnak át a lányok által tartott kapun. Ha átment minden lány a kapun, kezdik újra az éneket. Ezt a népi játékot csak lányok játszhatják. Ilyenkor a falu apraja-nagyja az utcára vonul és megnézik a lányokat. A lányok népviseletben vannak öltözve, amit erre az alkalomra kölcsönöznek.
Karácsonykor a gyerekek betlehemes köszöntőjüket mutatják be a templomban és a házaknál is.

## Híres emberek
- Kandikó Zoltán (1967-) magyar küzdősportoló és harcművész

## Régi mondások, falucsúfolók a településről
- Petenden a zisten mellett van kis isten is. [A mondás eredete nem tisztázott.][15]
- Vigándon sütőlapáton nyújtották föl a harangot a toronyba.[15]